# PillPack
PillPack, Inc. é uma companhia farmcêutica online estadunidense que é subsidiaria da Amazon.com. É sediada em Manchester (Nova Hampshire). A companhia foi fundada em 2013.

## História
A companhia foi fundada em 2013 por TJ Parker e Elliot Cohen. Por volta de 2014, a companhia que estava sendo incubada pela IDEO, foi licenciada em 31 estados e enviava medicamentos em pacotes de dosagem com um sistema de empacotamente automatizado. O desenvolvimento de software e gestão eram sediados em Somerville (Massachusetts), com operações de empacotamento sediados no complexo Millyard em Manchester (Nova Hampshire), antigo local de funcionamento da Amoskeag Manufacturing Company.
Em abril de 2016, o Express Scripts anunciou que iria remover a PillPack de sua rede de beneficios farmacêuticos no fim do mês, afirmando que a companhia havia se apresentado de maneira falsa enquanto uma farmácia física e não uma farmácia por envio. A PillPack alegou que a Express Scripts estava simplesmente tentando oferecer uma vantagem anti-competitiva à sua própria farmácia por envio. A PillPack lançou então o site FixPharmacy.com e começou uma campanha de publicidade, clamando os consumidores afetados (que representavam cerca de um terço do seu mercado) à reclamar com a Express Scripts. A Express Scripts aceitou permitir que a PillPack permanecesse em sua rede antes da suspensão ser efetivada.
Em junho de 2018. a Amazon comprou a companhia por um valor reportado de 753 milhões de dólares. Em novembro de 2019, a companhia mudou seu nome de "PillPack, an Amazon company" (PillPack, uma companhia Amazon) para "PillPack by Amazon Pharmacy" (PillPack pela Farmacêutica Amazon).